# 三指豚蓑鮋
三指豚蓑鮋，為輻鰭魚綱鮋形目鮋亞目鬚蓑鮋科的其中一種，為熱帶海水魚，分布於西太平洋巴布亞灣海域，棲息在底層水域，生活習性不明。